# Evropská iniciativa pro výměnu mladých důstojníků inspirovaná programem Erasmus
Evropská iniciativa pro výměnu mladých důstojníků inspirovaná programem Erasmus, v médiích často označovaná jako „vojenský Erasmus“, je iniciativa členských států Evropské unie, jejímž cílem je rozvoj výměn budoucích vojenských důstojníků v počátečních fázích vzdělávání a odborné přípravy a jejich učitelů a instruktorů v rámci ozbrojených sil. Vzhledem k tomu, že členské státy jsou do iniciativy zapojeny na čistě dobrovolném základě, není autonomie týkající se jejich vojenského výcviku ohrožena.

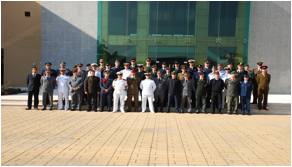
Společný modul pro EBOP/SBOP

## Vznik
Počet evropských operací pro řešení krizových situací a mezinárodních vojenských operací zahájených členskými státy Evropské unie v rámci společné bezpečnostní a obranné politiky (EBOP) se zvýšil, což poukazuje na rychle rostoucí potřebu zlepšit interoperabilitu vojenských sil. Tento požadavek se netýká pouze technických a procedurálních aspektů, ale též zvyšování schopností evropských vojenských důstojníků úzce a efektivně mezi sebou spolupracovat.

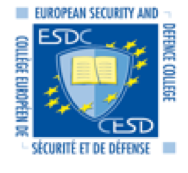
Evropská bezpečnostní a obranná škola (EBOŠ) logo

Jednou z cest k posílení této spolupráce je integrovat vzdělávání a odbornou přípravu vojáků a jejich důstojníků. Evropské vzdělávací instituce pro vojenské důstojníky, a členské státy na vyšší diplomatické úrovni, mají v oblasti výměn tradici a dlouholeté zkušenosti.
Dosavadní poznatky z oblasti mobility však ukázaly, že s ohledem na specifičnost vzdělávání a odborné přípravy nemohou vojenské instituce plně využívat všech možností, které jsou za účely mobility k dispozici  neboť tyto byly primárně určeny především pro civilní vysokoškolské vzdělávání, například program Erasmus. Proto vyvstala potřeba řešit tyto strukturální překážky společně na Evropské úrovni.
Ve druhé polovině roku 2008, za francouzského předsednictví EU, byly zahájeny přípravné práce na prohloubení integrace akademické a odborné přípravy mladých evropských důstojníků prostřednictvím mobility.. Iniciativa pro výměnu mladých důstojníků inspirovaná programem Erasmus byla započata v listopadu 2008 prohlášením evropských ministrů obrany na zasedání o evropské bezpečnostní a obranné politice v rámci Rady Evropské unie.

## Cíle
Mladí důstojníci, kteří procházejí odbornou přípravou, jsou budoucí vojenskou elitou, která bude muset stále více spolupracovat na realizaci a konsolidaci společné bezpečnostní a obranné politiky, bez ohledu na svou státní příslušnost nebo druh ozbrojených sil. Příprava půdy pro evropskou bezpečnostní a obrannou kulturu zahrnující zlepšení interoperability předpokládá, že evropští kadeti a studenti vojenských škol budou sdílet část svého vzdělávání a odborné přípravy již na základní úrovni a seznámí se tak co nejdříve se svou budoucí rolí a odpovědností v oblasti mezinárodní bezpečnosti.

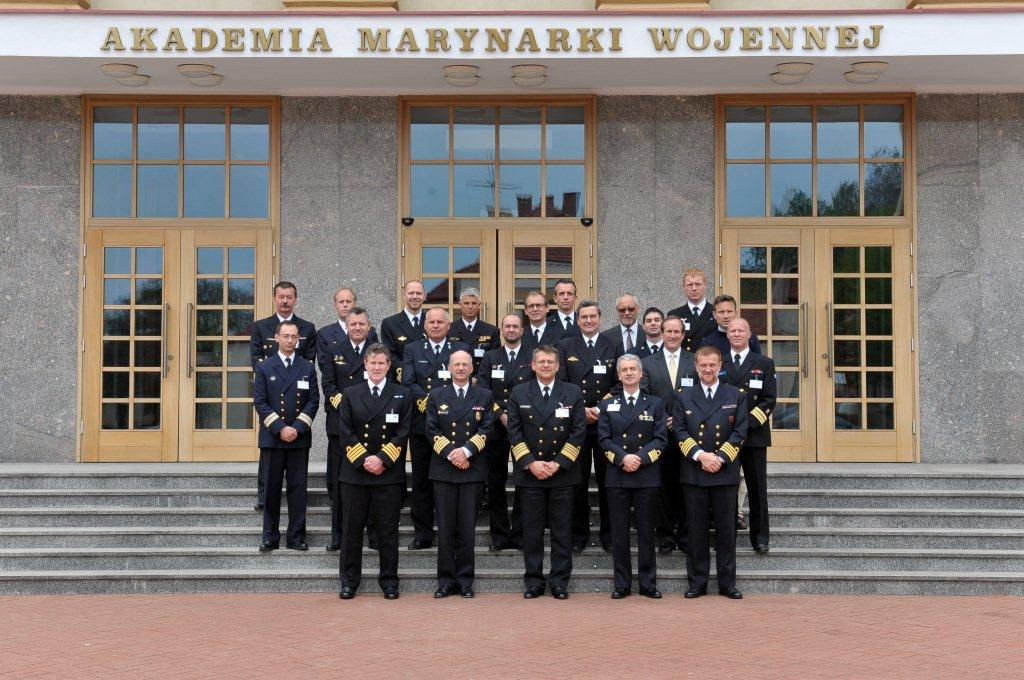
Shromáždění před konferencí vedoucích pracovníků námořních akademií

Evropská iniciativa pro výměnu mladých důstojníků inspirovaná programem Erasmus usiluje o snížení bariér mezi evropskými akademiemi, školami, vyššími odbornými školami, vysokými školami a výcvikovými středisky, které mohou bránit volnému pohybu znalostí, dovedností a kompetencí budoucích vojenských důstojníků, jejich učitelů a instruktorů. Za tímto účelem iniciativa doplňuje fóra, která byla vytvořena evropskými vojenskými institucemi jednoho druhu vojsk, jako jsou například konference vedoucích pracovníků námořních akademií (námořnictvo), evropské letecké akademie (EUAFA – vzdušné síly) a seminář pro velitele evropských vojenských vysokých škol (EMACS – pozemní síly).
V závěrech Rady Evropské unie, na jejichž základech evropská iniciativa pro výměnu mladých důstojníků inspirovaná programem Erasmus vznikla, je cesta k dosažení cílů zformulována v následujících opatřeních: Opatření zaměřená na zvýšení počtu výměn, jako například zevšeobecnění Boloňského procesu, vzájemné uznávání kvalifikací v odborné přípravě, lepší využití mobility v rámci Erasmu pro studenty a zaměstnance, poskytnutí nových vzdělávacích příležitostí pro mladé evropské důstojníky na národních úrovních; Opatření orientovaná na výuku/studium o Evropě a její obraně, jako například vytvoření společného modulu zaměřeného na společnou bezpečnostní a obrannou politiku (SBOP), podpora studia několika cizích jazyků.

## Realizace
Realizace iniciativy předpokládá, že výměny mladých důstojníků v počátečním období odborné přípravy formují základy pro zlepšení interoperability a budování společné kultury, které jsou potřebné pro evropskou bezpečnost a obranu. Za účelem realizace iniciativy byla v únoru 2009 vytvořena pracovní skupina výkonné akademické rady Evropské bezpečnostní a obranné školy.
Díky příspěvkům a podpoře členských států, jejich institucí a sekretariátu Evropské bezpečnostní a obranné školy dosáhla pracovní skupina významného pokroku v různých aspektech této iniciativy..

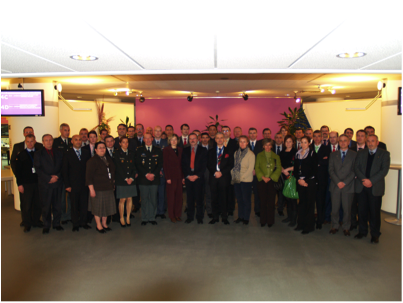
Shromáždění pracovní skupiny

### Činnost a dosažený úspěch
Na základě standardního kurikula, vypracovaného Evropskou bezpečnostní a obrannou školou, vytvořila pracovní skupina společný modul pro SBOP. Modul je určen pro vzdělávání mladých účastníků a je zaměřen na přípravu do misí a kariéru v evropském a mezinárodním měřítku. Tento modul byl poprvé použit na portugalských akademiích v roce 2009, později ve španělských, rakouských a řeckých vzdělávacích a výcvikových zařízeních. Po pouhém roce existence umožnil modul více než 400 mladým důstojníkům seznámit se s rolí, ke které mohou být v budoucnu povoláni v rámci evropské obrany.

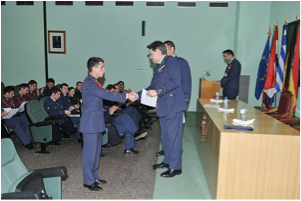
Slavnostní zakončení absolvování společného modulu

Odborná příprava evropských důstojníků byla podrobena zevrubnému hodnocení, které napomáhá institucím vyhledávat partnery vhodné k uskutečňování výměn.
Pro komunikaci mezi institucemi ohledně nabídky a poptávky výměn slouží fórum a informační bulletin, vydává sekretariát Evropské bezpečnostní a obranné školy. Komunikace probíhá i jinými cestami, jejichž účelem je šířit informace o iniciativě, například mezi vojenskými studenty a veřejností, nebo umožnit aktivní účast v diskusích v rámci vzdělávacích fór zabývajících se problémy mobility, které jsou specifické pro jeden nebo více druhů ozbrojených sil, pozemní vojsko, námořnictvo, letectvo a vojenská policie.
Vzhledem k vojenskému charakteru těchto vzdělávacích výměn byla vytvořena rámcová dohoda , která byla schválena členskými státy EU. Dohoda stanoví podmínky, za nichž se konají výměny mezi členskými státy, které se do programu zapojují. Dohoda rovněž uvádí postupy pro vzájemné uznávání kvalifikací dosažených v rámci výměn ve vojenské odborné přípravě. Tímto se doplňují studijní smlouvy, které instituce a účastníci mezi sebou většinou uzavírají a které nepostihují vojenská specifika této formy vysokoškolského vzdělávání.
Práce důstojníků je integrována do jejich vzdělávacího procesu. Proto se zúčastněné instituce v rámci iniciativy dohodly, že při výměnách týkajících se neakademických vzdělávacích modulů budou postupovat s cílem dosáhnout uznání vzdělání získaného v zahraničí jako ekvivalentu téhož vzdělání ve vlastní zemi.
Členské státy a jejich instituce v rámci evropské iniciativy pro výměnu mladých důstojníků též pracují na společné evropské vizi týkající se kvalifikace, které by důstojník měl dosáhnout po úspěšném dokončení svého vzdělání a výcviku.
Většina vzdělávacích a výcvikových středisek je plně integrována do Evropského prostoru vysokoškolského vzdělávání. Tato střediska se též zabývají možnostmi výměn přes programy mobility v civilním sektoru, jako je např. program Erasmus, jejichž prostřednictvím byly realizovány výměnné programy jak s civilními vysokými školami, tak i s vojenskými vzdělávacími zařízeními zapojenými do programů mobility.
Zároveň se postupně vypracovává společné kurikulum s výukovým obsahem relevantním pro evropské ozbrojené síly. Národní instituce pravidelně zpřístupňují výukové moduly evropským účastníkům a přizpůsobují je jejich potřebám.